# ماهوسک
ماهوسک روستایی است در دهستان القورات از توابع بخش مرکزی شهرستان بیرجند، واقع در استان خراسان جنوبی که بر پایه سرشماری عمومی نفوس و مسکن در سال ۱۳۹۵ جمعیت این روستا ۵۹ نفر (در ۲۸ خانوار) بوده است.
وجه تسمیه روستا به معنی آبادی مایه دار کوچک است.
در این روستا جماعت خانه و مسجد و حسینیه وجوددارد.جماعت خانه محل عبادت شیعیان اسماعیلی است.کتاب دیوان قائمیات از حسن محمود کاتب از شاعران اسماعیلی دوره الموت در این روستا نسخه برداری شده است.(۰۱)
۰۱:دیوان قائمیات،نشر میراث مکتوب ۱۳۹۰ تهران